# Llista de topònims de Fígols i Alinyà
Llista de topònims (noms propis de lloc) del municipi de Fígols i Alinyà, a l'Alt Urgell
Informació actualitzada per un bot. Els canvis manuals es perdran quan s'actualitzi!

## assentament humà
| imatge | Nom             | Ubicat a        | instància de     | Detalls | coordenades                                                         | Protecció | Commons (més fotos) | Dades a WD                    |
| ------ | --------------- | --------------- | ---------------- | ------- | ------------------------------------------------------------------- | --------- | ------------------- | ----------------------------- |
|        | Forn i Caferna  | Fígols i Alinyà | assentament humà |         | 42° 12′ 37″ N, 1° 24′ 25″ E / 42.2103792464816°N,1.40708121579027°E |           |                     | Modifica les dades a Wikidata |
|        | Llobera         | Fígols i Alinyà | assentament humà |         | 42° 10′ 54″ N, 1° 25′ 41″ E / 42.181681°N,1.428081°E 1009 msnm      |           |                     | Modifica les dades a Wikidata |
|        | Voloriu         | Fígols i Alinyà | assentament humà |         | 42° 13′ 22″ N, 1° 21′ 10″ E / 42.2227594406457°N,1.35268148021109°E |           |                     | Modifica les dades a Wikidata |
|        | la Vall del Mig | Fígols i Alinyà | assentament humà |         | 42° 11′ 21″ N, 1° 26′ 18″ E / 42.1891850086392°N,1.43828872821873°E |           |                     | Modifica les dades a Wikidata |
|        | les Sorts       | Fígols i Alinyà | assentament humà |         | 42° 10′ 33″ N, 1° 25′ 25″ E / 42.175802087537°N,1.4236404181187°E   |           |                     | Modifica les dades a Wikidata |

## borda
| imatge | Nom                | Ubicat a        | instància de | Detalls       | coordenades                                                                   | Protecció | Commons (més fotos) | Dades a WD                    |
| ------ | ------------------ | --------------- | ------------ | ------------- | ----------------------------------------------------------------------------- | --------- | ------------------- | ----------------------------- |
|        | Barraca del Vaquer | Fígols i Alinyà | borda        |               | 42° 09′ 07″ N, 1° 26′ 57″ E / 42.1519125615406°N,1.44917849386323°E           |           |                     | Modifica les dades a Wikidata |
|        | Corral del Betriu  | Fígols i Alinyà | borda        |               | 42° 15′ 17″ N, 1° 19′ 42″ E / 42.2548553348329°N,1.32832815967908°E           |           |                     | Modifica les dades a Wikidata |
|        | Corral del Sastre  | Fígols i Alinyà | borda        | Estat: ruïnós | 42° 09′ 23″ N, 1° 26′ 10″ E / 42.1563006962711°N,1.43607170504665°E           |           |                     | Modifica les dades a Wikidata |
|        | cortal del Ramon   | Fígols i Alinyà | borda        | Estat: ruïnós | 42° 11′ 59″ N, 1° 27′ 14″ E / 42.1998535723172°N,1.45397783066593°E 1576 msnm |           | Cortal del Ramon    | Modifica les dades a Wikidata |

## collada
| imatge | Nom                      | Ubicat a             | instància de | Detalls         | coordenades                                                                    | Protecció | Commons (més fotos) | Dades a WD                    |
| ------ | ------------------------ | -------------------- | ------------ | --------------- | ------------------------------------------------------------------------------ | --------- | ------------------- | ----------------------------- |
|        | Coll de Boix             | Fígols i Alinyà Odèn | collada      | Hi passa: L-401 | 42° 09′ 09″ N, 1° 23′ 09″ E / 42.15238889°N,1.38591944°E 1256 msnm             |           |                     | Modifica les dades a Wikidata |
|        | Coll de la Cadolla Verda | Fígols i Alinyà Odèn | collada      |                 | 42° 09′ 17″ N, 1° 28′ 11″ E / 42.15475°N,1.4698°E Serra de Campelles 1966 msnm |           |                     | Modifica les dades a Wikidata |
|        | Collada de l'Estany      | Fígols i Alinyà Odèn | collada      |                 | 42° 08′ 45″ N, 1° 26′ 55″ E / 42.1458°N,1.4486°E Muntanya d'Alinyà 1776 msnm   |           | Collada de l'Estany | Modifica les dades a Wikidata |

## curs d'aigua
| imatge | Nom                   | Ubicat a                                                           | instància de | Detalls                    | coordenades                                                                                               | Protecció | Commons (més fotos)   | Dades a WD                    |
| ------ | --------------------- | ------------------------------------------------------------------ | ------------ | -------------------------- | --- | --------- | --------------------- | ----------------------------- |
|        | barranc de Rocagelera | Fígols i Alinyà                                                    | curs d'aigua | Desemboca: riu de la Vansa | 42° 12′ 14″ N, 1° 26′ 50″ E / 42.203754°N,1.447161°E 42° 13′ 30″ N, 1° 24′ 31″ E / 42.224922°N,1.408728°E |           | Barranc de Rocagelera | Modifica les dades a Wikidata |
|        | barranc de l'Alzina   | Fígols i Alinyà                                                    | curs d'aigua |                            | 42° 11′ 15″ N, 1° 29′ 26″ E / 42.1875°N,1.49056°E                                                         |           |                       | Modifica les dades a Wikidata |
|        | riu de la Vansa       | la Vansa i Fórnols Josa i Tuixén Ribera d'Urgellet Fígols i Alinyà | curs d'aigua | Desemboca: Segre           | 42° 13′ 51″ N, 1° 33′ 31″ E / 42.2308°N,1.55868°E                                                         |           | La Vansa River        | Modifica les dades a Wikidata |

## dolmen
| imatge | Nom                  | Ubicat a        | instància de | Detalls | coordenades                                                                   | Protecció | Commons (més fotos)  | Dades a WD                    |
| ------ | -------------------- | --------------- | ------------ | ------- | ----------------------------------------------------------------------------- | --------- | -------------------- | ----------------------------- |
|        | dolmen de Coll Durau | Fígols i Alinyà | dolmen       |         | 42° 12′ 08″ N, 1° 24′ 31″ E / 42.2022334899639°N,1.40871518841795°E 1466 msnm |           | Dolmen de Coll Durau | Modifica les dades a Wikidata |
|        | dolmen de Lligonàs   | Fígols i Alinyà | dolmen       |         | 42° 12′ 59″ N, 1° 21′ 52″ E / 42.216400868628°N,1.3644775436427°E             |           |                      | Modifica les dades a Wikidata |

## edifici
| imatge | Nom                  | Ubicat a        | instància de | Detalls | coordenades                                        | Protecció                   | Commons (més fotos) | Dades a WD                    |
| ------ | -------------------- | --------------- | ------------ | ------- | -------------------------------------------------- | --------------------------- | ------------------- | ----------------------------- |
|        | Molí d'oli de Fígols | Fígols i Alinyà | edifici      |         | 42° 12′ 10″ N, 1° 20′ 27″ E / 42.20281°N,1.34093°E | bé cultural d'interès local |                     | Modifica les dades a Wikidata |
|        | Torre del Pont       | Fígols i Alinyà | edifici      |         |                                                    | bé cultural d'interès local |                     | Modifica les dades a Wikidata |

## entitat singular de població
| imatge | Nom               | Ubicat a        | instància de                                   | Detalls                     | coordenades                                                        | Protecció | Commons (més fotos)        | Dades a WD                    |
| ------ | ----------------- | --------------- | ---------------------------------------------- | --------------------------- | ------------------------------------------------------------------ | --------- | -------------------------- | ----------------------------- |
|        | Alinyà            | Fígols i Alinyà | entitat singular de població                   | 46 hab Superfície: 101.8km² | 42° 10′ 49″ N, 1° 25′ 25″ E / 42.1803°N,1.42356°E 958 msnm         |           | Alinyà                     | Modifica les dades a Wikidata |
|        | Canelles          | Fígols i Alinyà | entitat singular de població                   | 4 hab                       | 42° 10′ 38″ N, 1° 21′ 19″ E / 42.1771°N,1.35531°E 688 msnm         |           | Canelles (Fígols i Alinyà) | Modifica les dades a Wikidata |
|        | Fígols            | Fígols i Alinyà | entitat singular de població capital municipal | 140 hab                     | 42° 12′ 10″ N, 1° 20′ 19″ E / 42.20273889°N,1.33868056°E 602 msnm  |           | Fígols (Fígols i Alinyà)   | Modifica les dades a Wikidata |
|        | Perles            | Fígols i Alinyà | entitat singular de població                   | 24 hab                      | 42° 10′ 44″ N, 1° 23′ 38″ E / 42.17901667°N,1.39379167°E 780 msnm  |           | Perles (Fígols i Alinyà)   | Modifica les dades a Wikidata |
|        | l'Alzina d'Alinyà | Fígols i Alinyà | entitat singular de població                   | 30 hab Superfície: 101.8km² | 42° 11′ 23″ N, 1° 26′ 48″ E / 42.18965833°N,1.44674167°E 1365 msnm |           | L'Alzina d'Alinyà          | Modifica les dades a Wikidata |

## església
| imatge | Nom                                   | Ubicat a        | instància de              | Detalls                                                     | coordenades                                                                             | Protecció                                  | Commons (més fotos)                   | Dades a WD                    |
| ------ | ------------------------------------- | --------------- | ------------------------- | ----------------------------------------------------------- | --------------------------------------------------------------------------------------- | ------------------------------------------ | ------------------------------------- | ----------------------------- |
|        | Sant Andreu de Tresponts              | Fígols i Alinyà | església monestir         | Estil: arquitectura romànica 12nd century                   | 42° 14′ 42″ N, 1° 20′ 46″ E / 42.24511°N,1.346112°E ca:A l'indret de Tresponts 556 msnm | bé integrant del patrimoni cultural català | Sant Andreu de Tresponts              | Modifica les dades a Wikidata |
|        | Sant Bernabé de l'Alzina d'Alinyà     | Fígols i Alinyà | església                  | Estil: arquitectura romànica                                | 42° 11′ 21″ N, 1° 26′ 40″ E / 42.189106°N,1.444414°E                                    | bé cultural d'interès local                | Sant Bernabé d'Alzina d'Alinyà        | Modifica les dades a Wikidata |
|        | Sant Esteve d'Alinyà                  | Fígols i Alinyà | església                  | Estil: arquitectura romànica                                | 42° 10′ 49″ N, 1° 25′ 23″ E / 42.180292°N,1.422967°E                                    | bé cultural d'interès nacional             | Sant Esteve d'Alinyà                  | Modifica les dades a Wikidata |
|        | Sant Marc i Santa Eulàlia de Canelles | Fígols i Alinyà | església                  | Estil: arquitectura popular                                 | 42° 10′ 37″ N, 1° 21′ 18″ E / 42.177076°N,1.355057°E                                    | bé cultural d'interès local                | Sant Marc i Santa Eulàlia de Canelles | Modifica les dades a Wikidata |
|        | Sant Miquel de Fontanella             | Fígols i Alinyà | església                  | Estat: ruïnós                                               | 42° 15′ 19″ N, 1° 20′ 22″ E / 42.255389°N,1.339452°E 976 msnm                           |                                            |                                       | Modifica les dades a Wikidata |
|        | Sant Ponç d'Alinyà                    | Fígols i Alinyà | església capella          | Estil: arquitectura popular                                 | 42° 10′ 46″ N, 1° 24′ 37″ E / 42.179486°N,1.410183°E                                    | bé cultural d'interès local                | Sant Ponç d'Alinyà                    | Modifica les dades a Wikidata |
|        | Sant Romà de Perles                   | Fígols i Alinyà | església                  | Estil: arquitectura romànica                                | 42° 10′ 43″ N, 1° 23′ 38″ E / 42.178703°N,1.394025°E                                    | bé cultural d'interès local                | Sant Romà de Perles                   | Modifica les dades a Wikidata |
|        | Sant Víctor de Fígols                 | Fígols i Alinyà | església                  | Estil: arquitectura romànica Anomenat per: Víctor de Xanten | 42° 12′ 08″ N, 1° 20′ 17″ E / 42.202119°N,1.337997°E Fígols 602 msnm                    | bé cultural d'interès local                | Sant Víctor de Fígols                 | Modifica les dades a Wikidata |
|        | Santa Pelaia de Perles                | Fígols i Alinyà | església edifici històric | Estil: arquitectura romànica                                | 42° 09′ 43″ N, 1° 23′ 14″ E / 42.162043°N,1.387324°E 1262 msnm                          | bé cultural d'interès local                | Santa Pelaia de Perles                | Modifica les dades a Wikidata |
|        | capella de Sant Miquel a Boatella     | Fígols i Alinyà | església capella          | Estil: arquitectura popular Estat: ruïnós                   | 42° 12′ 17″ N, 1° 21′ 23″ E / 42.204681°N,1.356478°E ca:Masia la Boatella               | bé integrant del patrimoni cultural català | Sant Miquel a la Boadella             | Modifica les dades a Wikidata |
|        | capella de Sant Pere d'Escales        | Fígols i Alinyà | església capella          | Estil: arquitectura popular Estat: ruïnós                   | 42° 13′ 11″ N, 1° 20′ 18″ E / 42.219762°N,1.338262°E                                    | bé integrant del patrimoni cultural català |                                       | Modifica les dades a Wikidata |
|        | capella de Sant Pere prop Canelles    | Fígols i Alinyà | església capella          | Estil: arquitectura romànica                                | 42° 11′ 01″ N, 1° 22′ 23″ E / 42.183719°N,1.373009°E                                    | bé integrant del patrimoni cultural català | Sant Pere prop Canelles               | Modifica les dades a Wikidata |
|        | capella de la Mare de Déu de la Llet  | Fígols i Alinyà | església capella          | Estil: arquitectura popular                                 | 42° 11′ 19″ N, 1° 26′ 16″ E / 42.188676°N,1.43775°E                                     | bé integrant del patrimoni cultural català |                                       | Modifica les dades a Wikidata |

## font
| imatge | Nom                 | Ubicat a        | instància de | Detalls | coordenades                                                         | Protecció | Commons (més fotos) | Dades a WD                    |
| ------ | ------------------- | --------------- | ------------ | ------- | ------------------------------------------------------------------- | --------- | ------------------- | ----------------------------- |
|        | font Podrida        | Fígols i Alinyà | font         |         | 42° 10′ 46″ N, 1° 29′ 11″ E / 42.179350790726°N,1.4865150603373°E   |           |                     | Modifica les dades a Wikidata |
|        | font de Codonyes    | Fígols i Alinyà | font         |         | 42° 12′ 08″ N, 1° 21′ 39″ E / 42.2022089550677°N,1.36093131334322°E |           |                     | Modifica les dades a Wikidata |
|        | font de Port        | Fígols i Alinyà | font         |         | 42° 10′ 07″ N, 1° 29′ 12″ E / 42.168546998272°N,1.4867726858432°E   |           |                     | Modifica les dades a Wikidata |
|        | font de les Ribades | Fígols i Alinyà | font         |         | 42° 09′ 15″ N, 1° 23′ 49″ E / 42.1542928592475°N,1.39696619173611°E |           |                     | Modifica les dades a Wikidata |
|        | les Fonts           | Fígols i Alinyà | font         |         | 42° 09′ 34″ N, 1° 25′ 00″ E / 42.159496878519°N,1.4167826292057°E   |           |                     | Modifica les dades a Wikidata |

## masia
| imatge | Nom                  | Ubicat a        | instància de | Detalls | coordenades                                                         | Protecció | Commons (més fotos) | Dades a WD                    |
| ------ | -------------------- | --------------- | ------------ | ------- | ------------------------------------------------------------------- | --------- | ------------------- | ----------------------------- |
|        | Aïnat                | Fígols i Alinyà | masia        |         | 42° 13′ 07″ N, 1° 23′ 45″ E / 42.218646172429°N,1.3959204043948°E   |           |                     | Modifica les dades a Wikidata |
|        | Bertró               | Fígols i Alinyà | masia        |         | 42° 12′ 28″ N, 1° 26′ 02″ E / 42.2076403468761°N,1.43381236695853°E |           |                     | Modifica les dades a Wikidata |
|        | Ca l'Andreu          | Fígols i Alinyà | masia        |         | 42° 12′ 49″ N, 1° 25′ 08″ E / 42.2136853180969°N,1.41885859159875°E |           |                     | Modifica les dades a Wikidata |
|        | Ca l'Ofegat          | Fígols i Alinyà | masia        |         | 42° 10′ 32″ N, 1° 22′ 59″ E / 42.1756404813285°N,1.38308447561426°E |           |                     | Modifica les dades a Wikidata |
|        | Cal Befo             | Fígols i Alinyà | masia        |         | 42° 10′ 35″ N, 1° 23′ 12″ E / 42.1764644913626°N,1.3865989439336°E  |           |                     | Modifica les dades a Wikidata |
|        | Cal Casalet          | Fígols i Alinyà | masia        |         | 42° 09′ 43″ N, 1° 24′ 09″ E / 42.1620166743195°N,1.40253317427998°E |           |                     | Modifica les dades a Wikidata |
|        | Cal Caubet           | Fígols i Alinyà | masia        |         | 42° 11′ 19″ N, 1° 26′ 17″ E / 42.1886408710137°N,1.43801148250824°E |           |                     | Modifica les dades a Wikidata |
|        | Cal Celso            | Fígols i Alinyà | masia        |         | 42° 10′ 46″ N, 1° 25′ 26″ E / 42.1795758515163°N,1.42382568852847°E |           |                     | Modifica les dades a Wikidata |
|        | Cal Cigala           | Fígols i Alinyà | masia        |         | 42° 10′ 34″ N, 1° 23′ 10″ E / 42.1762320988794°N,1.38608422088546°E |           |                     | Modifica les dades a Wikidata |
|        | Cal Curt             | Fígols i Alinyà | masia        |         | 42° 10′ 30″ N, 1° 22′ 53″ E / 42.1750115154351°N,1.38127227237702°E |           |                     | Modifica les dades a Wikidata |
|        | Cal Fiter            | Fígols i Alinyà | masia        |         | 42° 09′ 56″ N, 1° 23′ 46″ E / 42.165513054022°N,1.3960531407305°E   |           |                     | Modifica les dades a Wikidata |
|        | Cal Funfonda         | Fígols i Alinyà | masia        |         | 42° 13′ 08″ N, 1° 21′ 01″ E / 42.2189952844491°N,1.35019866725699°E |           |                     | Modifica les dades a Wikidata |
|        | Cal Galtanegra       | Fígols i Alinyà | masia        |         | 42° 11′ 06″ N, 1° 26′ 34″ E / 42.18506957744°N,1.4427850501464°E    |           |                     | Modifica les dades a Wikidata |
|        | Cal Gilet            | Fígols i Alinyà | masia        |         | 42° 11′ 24″ N, 1° 26′ 19″ E / 42.1899997306011°N,1.4385956486592°E  |           |                     | Modifica les dades a Wikidata |
|        | Cal Gili             | Fígols i Alinyà | masia        |         | 42° 09′ 26″ N, 1° 23′ 40″ E / 42.157123116657°N,1.39455866090879°E  |           |                     | Modifica les dades a Wikidata |
|        | Cal Graell           | Fígols i Alinyà | masia        |         | 42° 11′ 13″ N, 1° 26′ 13″ E / 42.1869339557135°N,1.43699996182109°E |           |                     | Modifica les dades a Wikidata |
|        | Cal Gravet           | Fígols i Alinyà | masia        |         | 42° 11′ 30″ N, 1° 26′ 21″ E / 42.1916270302038°N,1.43905212618145°E |           |                     | Modifica les dades a Wikidata |
|        | Cal Joanruc          | Fígols i Alinyà | masia        |         | 42° 12′ 39″ N, 1° 24′ 38″ E / 42.2108669305398°N,1.41042463183928°E |           |                     | Modifica les dades a Wikidata |
|        | Cal Jornetó          | Fígols i Alinyà | masia        |         | 42° 10′ 33″ N, 1° 23′ 02″ E / 42.1758504835934°N,1.38392665934188°E |           |                     | Modifica les dades a Wikidata |
|        | Cal Minguet          | Fígols i Alinyà | masia        |         | 42° 10′ 32″ N, 1° 23′ 03″ E / 42.1756835228659°N,1.38422149370624°E |           |                     | Modifica les dades a Wikidata |
|        | Cal Mosqueta         | Fígols i Alinyà | masia        |         | 42° 13′ 09″ N, 1° 20′ 54″ E / 42.219215°N,1.34839°E 885 msnm        |           |                     | Modifica les dades a Wikidata |
|        | Cal Pauqueta         | Fígols i Alinyà | masia        |         | 42° 10′ 55″ N, 1° 25′ 43″ E / 42.1820295698698°N,1.42871724880836°E |           |                     | Modifica les dades a Wikidata |
|        | Cal Pelegrí          | Fígols i Alinyà | masia        |         | 42° 10′ 48″ N, 1° 25′ 12″ E / 42.179894012961°N,1.42011260545862°E  |           |                     | Modifica les dades a Wikidata |
|        | Cal Penya            | Fígols i Alinyà | masia        |         | 42° 11′ 10″ N, 1° 23′ 19″ E / 42.1860736003214°N,1.38849797210508°E |           |                     | Modifica les dades a Wikidata |
|        | Cal Pere Miquel      | Fígols i Alinyà | masia        |         | 42° 09′ 16″ N, 1° 23′ 14″ E / 42.1544965640331°N,1.3870845397577°E  |           |                     | Modifica les dades a Wikidata |
|        | Cal Pisca            | Fígols i Alinyà | masia        |         | 42° 10′ 51″ N, 1° 25′ 08″ E / 42.1807341151149°N,1.41898980534792°E |           |                     | Modifica les dades a Wikidata |
|        | Cal Pota             | Fígols i Alinyà | masia        |         | 42° 10′ 33″ N, 1° 23′ 09″ E / 42.1759394101417°N,1.38576475802961°E |           |                     | Modifica les dades a Wikidata |
|        | Cal Puit             | Fígols i Alinyà | masia        |         | 42° 10′ 38″ N, 1° 25′ 17″ E / 42.1770919199655°N,1.42133262086965°E |           |                     | Modifica les dades a Wikidata |
|        | Cal Quirze           | Fígols i Alinyà | masia        |         | 42° 11′ 11″ N, 1° 26′ 46″ E / 42.1863472328435°N,1.44618144129348°E |           |                     | Modifica les dades a Wikidata |
|        | Cal Remellat         | Fígols i Alinyà | masia        |         | 42° 10′ 24″ N, 1° 22′ 53″ E / 42.173411507213°N,1.3813250638338°E   |           |                     | Modifica les dades a Wikidata |
|        | Cal Roqueta          | Fígols i Alinyà | masia        |         | 42° 10′ 51″ N, 1° 21′ 15″ E / 42.18093829421°N,1.35411889975951°E   |           |                     | Modifica les dades a Wikidata |
|        | Cal Saboner          | Fígols i Alinyà | masia        |         | 42° 10′ 30″ N, 1° 22′ 54″ E / 42.1749170962426°N,1.38160158208449°E |           |                     | Modifica les dades a Wikidata |
|        | Cal Tomàs            | Fígols i Alinyà | masia        |         | 42° 10′ 39″ N, 1° 23′ 23″ E / 42.1776264247764°N,1.38981433914313°E |           |                     | Modifica les dades a Wikidata |
|        | Cal Travesset        | Fígols i Alinyà | masia        |         | 42° 10′ 30″ N, 1° 24′ 46″ E / 42.1749038149701°N,1.41287549803463°E |           |                     | Modifica les dades a Wikidata |
|        | Codonyes             | Fígols i Alinyà | masia        |         | 42° 12′ 10″ N, 1° 21′ 34″ E / 42.2028884811845°N,1.35932697019964°E |           |                     | Modifica les dades a Wikidata |
|        | Cortassa             | Fígols i Alinyà | masia        |         | 42° 13′ 04″ N, 1° 23′ 58″ E / 42.217796666643°N,1.3995765738087°E   |           |                     | Modifica les dades a Wikidata |
|        | Escales              | Fígols i Alinyà | masia        |         | 42° 13′ 14″ N, 1° 20′ 11″ E / 42.220501439979°N,1.336504812973°E    |           |                     | Modifica les dades a Wikidata |
|        | Escales de Dalt      | Fígols i Alinyà | masia        |         | 42° 13′ 10″ N, 1° 20′ 15″ E / 42.2194617424324°N,1.33759805243776°E |           |                     | Modifica les dades a Wikidata |
|        | Fontanella           | Fígols i Alinyà | masia        |         | 42° 15′ 20″ N, 1° 20′ 21″ E / 42.255663522093°N,1.3392176042817°E   |           |                     | Modifica les dades a Wikidata |
|        | Mas d'en Jaume       | Fígols i Alinyà | masia        |         | 42° 11′ 02″ N, 1° 25′ 42″ E / 42.1838870509524°N,1.42822320477959°E |           |                     | Modifica les dades a Wikidata |
|        | Nidola               | Fígols i Alinyà | masia        |         | 42° 11′ 28″ N, 1° 24′ 13″ E / 42.1912393175664°N,1.40368661433859°E |           |                     | Modifica les dades a Wikidata |
|        | Ribatell             | Fígols i Alinyà | masia        |         | 42° 11′ 12″ N, 1° 25′ 46″ E / 42.186688590754°N,1.4294247228739°E   |           |                     | Modifica les dades a Wikidata |
|        | Santpere             | Fígols i Alinyà | masia        |         | 42° 11′ 02″ N, 1° 22′ 23″ E / 42.183910078633°N,1.37304107923851°E  |           |                     | Modifica les dades a Wikidata |
|        | Sorteta              | Fígols i Alinyà | masia        |         | 42° 10′ 38″ N, 1° 25′ 22″ E / 42.1773531513647°N,1.42264588802514°E |           |                     | Modifica les dades a Wikidata |
|        | Voltrera             | Fígols i Alinyà | masia        |         | 42° 09′ 43″ N, 1° 23′ 01″ E / 42.1619679426094°N,1.38362640286774°E |           |                     | Modifica les dades a Wikidata |
|        | el Bast              | Fígols i Alinyà | masia        |         | 42° 09′ 56″ N, 1° 23′ 44″ E / 42.1654778938099°N,1.39564269585405°E |           |                     | Modifica les dades a Wikidata |
|        | l'Hostal Nou         | Fígols i Alinyà | masia        |         | 42° 14′ 49″ N, 1° 20′ 50″ E / 42.247052549691°N,1.34733426224863°E  |           |                     | Modifica les dades a Wikidata |
|        | l'Hostal del Bertran | Fígols i Alinyà | masia        |         | 42° 10′ 33″ N, 1° 21′ 02″ E / 42.1758967459435°N,1.35048419404938°E |           |                     | Modifica les dades a Wikidata |
|        | la Boadella          | Fígols i Alinyà | masia        |         | 42° 12′ 24″ N, 1° 21′ 13″ E / 42.2067436782364°N,1.3537155398371°E  |           |                     | Modifica les dades a Wikidata |
|        | la Casanova          | Fígols i Alinyà | masia        |         | 42° 11′ 29″ N, 1° 26′ 24″ E / 42.191387135168°N,1.43995421721909°E  |           |                     | Modifica les dades a Wikidata |
|        | la Costa             | Fígols i Alinyà | masia        |         | 42° 12′ 19″ N, 1° 20′ 43″ E / 42.205319889501°N,1.3453824512931°E   |           |                     | Modifica les dades a Wikidata |
|        | la Nou               | Fígols i Alinyà | masia        |         | 42° 12′ 27″ N, 1° 21′ 39″ E / 42.2075489124609°N,1.36089015062545°E |           |                     | Modifica les dades a Wikidata |
|        | la Sala              | Fígols i Alinyà | masia        |         | 42° 12′ 33″ N, 1° 21′ 40″ E / 42.209146949998°N,1.3610305738379°E   |           |                     | Modifica les dades a Wikidata |
|        | la Serra             | Fígols i Alinyà | masia        |         | 42° 12′ 17″ N, 1° 21′ 49″ E / 42.204680249554°N,1.3635686647584°E   |           |                     | Modifica les dades a Wikidata |
|        | les Casanoves        | Fígols i Alinyà | masia        |         | 42° 12′ 43″ N, 1° 21′ 01″ E / 42.2118439197512°N,1.35015466266705°E |           |                     | Modifica les dades a Wikidata |

## muntanya
| imatge | Nom                       | Ubicat a                                                   | instància de | Detalls | coordenades                                                               | Protecció | Commons (més fotos)       | Dades a WD                    |
| ------ | ------------------------- | ---------------------------------------------------------- | ------------ | ------- | ------------------------------------------------------------------------- | --------- | ------------------------- | ----------------------------- |
|        | Cogulló                   | Fígols i Alinyà                                            | muntanya     |         | 42° 11′ 50″ N, 1° 25′ 50″ E / 42.197353°N,1.430434°E 1581 msnm            |           | Cogulló (Alinyà)          | Modifica les dades a Wikidata |
|        | Colldemà                  | Odèn Fígols i Alinyà                                       | muntanya     |         | 42° 09′ 04″ N, 1° 23′ 15″ E / 42.15117194°N,1.387625°E 1329 msnm          |           |                           | Modifica les dades a Wikidata |
|        | Pedró dels Quatre Batlles | la Coma i la Pedra Fígols i Alinyà la Vansa i Fórnols Odèn | muntanya     |         | 42° 11′ 05″ N, 1° 31′ 15″ E / 42.1847955583°N,1.5209102343°E 2387 msnm    |           | Pedró dels Quatre Batlles | Modifica les dades a Wikidata |
|        | Pic de Turp               | Fígols i Alinyà Oliana Coll de Nargó                       | muntanya     |         | 42° 09′ 04″ N, 1° 20′ 50″ E / 42.1511470485°N,1.34727840172°E 1621 msnm   |           | Pic de Turp               | Modifica les dades a Wikidata |
|        | Roc de Galliner           | Fígols i Alinyà                                            | muntanya     |         | 42° 11′ 53″ N, 1° 24′ 39″ E / 42.1980678653°N,1.41096353508°E 1630 msnm   |           | Roc de Galliner           | Modifica les dades a Wikidata |
|        | Roc de Migdia             | Fígols i Alinyà                                            | muntanya     |         | 42° 09′ 51″ N, 1° 21′ 34″ E / 42.1641°N,1.35951°E serra de Turp 1125 msnm |           | Roc de Migdia             | Modifica les dades a Wikidata |
|        | Roc dels Castellons       | Fígols i Alinyà                                            | muntanya     |         | 42° 10′ 13″ N, 1° 24′ 40″ E / 42.1703°N,1.4111°E 1126 msnm                |           | Roc dels Castellons       | Modifica les dades a Wikidata |
|        | Roca de Cal Gollet        | Fígols i Alinyà                                            | muntanya     |         | 42° 12′ 48″ N, 1° 22′ 31″ E / 42.2134°N,1.37524°E                         |           |                           | Modifica les dades a Wikidata |
|        | Roca de Peguera           | Fígols i Alinyà                                            | muntanya     |         | 42° 13′ 16″ N, 1° 22′ 31″ E / 42.2211°N,1.37538°E 1363 msnm               |           |                           | Modifica les dades a Wikidata |
|        | Roca de Perles            | Fígols i Alinyà                                            | muntanya     |         | 42° 10′ 42″ N, 1° 22′ 42″ E / 42.17841944°N,1.37828889°E 1061 msnm        |           | Roca de Perles            | Modifica les dades a Wikidata |
|        | Roca de Sant Ponç         | Fígols i Alinyà                                            | muntanya     |         | 42° 10′ 49″ N, 1° 24′ 30″ E / 42.18037222°N,1.40836389°E                  |           |                           | Modifica les dades a Wikidata |
|        | Roca de la Pena           | Fígols i Alinyà                                            | muntanya     |         | 42° 10′ 37″ N, 1° 27′ 51″ E / 42.17694722°N,1.4643°E                      |           | Roca de la Pena           | Modifica les dades a Wikidata |
|        | Roca dels Collars         | Fígols i Alinyà                                            | muntanya     |         | 42° 11′ 30″ N, 1° 22′ 25″ E / 42.19176944°N,1.37372778°E                  |           |                           | Modifica les dades a Wikidata |
|        | Roca dels Morruts         | Fígols i Alinyà la Vansa i Fórnols                         | muntanya     |         | 42° 13′ 26″ N, 1° 25′ 24″ E / 42.22376389°N,1.42331667°E                  |           |                           | Modifica les dades a Wikidata |
|        | Rocalta                   | Fígols i Alinyà                                            | muntanya     |         | 42° 12′ 31″ N, 1° 23′ 17″ E / 42.20865833°N,1.38813333°E                  |           |                           | Modifica les dades a Wikidata |
|        | Tossal Roig               | Fígols i Alinyà                                            | muntanya     |         | 42° 10′ 07″ N, 1° 24′ 02″ E / 42.168744°N,1.400523°E                      |           |                           | Modifica les dades a Wikidata |
|        | Tossal de Balinyó         | Fígols i Alinyà Coll de Nargó                              | muntanya     |         | 42° 11′ 18″ N, 1° 20′ 37″ E / 42.188403°N,1.343498°E 1211 msnm            |           |                           | Modifica les dades a Wikidata |
|        | Tossal de Caup            | Fígols i Alinyà                                            | muntanya     |         | 42° 12′ 20″ N, 1° 25′ 17″ E / 42.2056°N,1.42148°E 1635 msnm               |           |                           | Modifica les dades a Wikidata |
|        | el Cogulló                | Cabó Fígols i Alinyà                                       | muntanya     |         | 42° 14′ 38″ N, 1° 18′ 38″ E / 42.244°N,1.31053°E                          |           |                           | Modifica les dades a Wikidata |
|        | la Creu                   | Fígols i Alinyà                                            | muntanya     |         | 42° 09′ 51″ N, 1° 24′ 05″ E / 42.1642°N,1.40129°E                         |           |                           | Modifica les dades a Wikidata |
|        | la Gespeguera             | Odèn Fígols i Alinyà                                       | muntanya     |         | 42° 10′ 30″ N, 1° 30′ 16″ E / 42.1749°N,1.50434°E 2333 msnm               |           | La Gespeguera             | Modifica les dades a Wikidata |

## pont
| imatge | Nom                             | Ubicat a        | instància de | Detalls                                                                  | coordenades                                                                           | Protecció                                  | Commons (més fotos)             | Dades a WD                    |
| ------ | ------------------------------- | --------------- | ------------ | ------------------------------------------------------------------------ | ------------------------------------------------------------------------------------- | ------------------------------------------ | ------------------------------- | ----------------------------- |
|        | Pont d'Espia                    | Fígols i Alinyà | pont         | Estil: arquitectura popular Travessa: Segre Estat: enderrocat o destruït | 42° 11′ 13″ N, 1° 19′ 53″ E / 42.18692°N,1.33135°E                                    | bé integrant del patrimoni cultural català | Pont d'Espia (vell)             | Modifica les dades a Wikidata |
|        | Pont de l'Hostal                | Fígols i Alinyà | pont         |                                                                          | 42° 10′ 35″ N, 1° 21′ 00″ E / 42.1763052970497°N,1.35008612770894°E                   |                                            |                                 | Modifica les dades a Wikidata |
|        | Pont del camí d'Alzina          | Fígols i Alinyà | pont         | Estil: arquitectura popular                                              | 42° 10′ 46″ N, 1° 25′ 43″ E / 42.179532°N,1.428655°E                                  | bé integrant del patrimoni cultural català |                                 | Modifica les dades a Wikidata |
|        | pont de l'Engorjat de Tresponts | Fígols i Alinyà | pont         | Estil: arquitectura popular Estat: enderrocat o destruït                 | 42° 14′ 02″ N, 1° 20′ 44″ E / 42.233936°N,1.345638°E ca:a l'engorjat dels Tresponts   | bé integrant del patrimoni cultural català | Pont de l'Engorjat de Tresponts | Modifica les dades a Wikidata |
|        | pont de la Torra                | Fígols i Alinyà | pont         | Estil: arquitectura popular Travessa: Segre Hi passa: C-14               | 42° 15′ 03″ N, 1° 20′ 51″ E / 42.250861°N,1.347396°E                                  | bé integrant del patrimoni cultural català | Pont de la Torra                | Modifica les dades a Wikidata |
|        | pont del Diable a Tresponts     | Fígols i Alinyà | pont         | Estil: arquitectura popular Travessa: Segre Estat: enderrocat o destruït | 42° 14′ 14″ N, 1° 20′ 42″ E / 42.237289°N,1.344905°E ca:Congost de Tresponts 543 msnm | bé integrant del patrimoni cultural català | Pont del Diable a Tresponts     | Modifica les dades a Wikidata |
|        | pont penjant de Fígols          | Fígols i Alinyà | pont         |                                                                          | 42° 12′ 40″ N, 1° 20′ 01″ E / 42.211197°N,1.333566°E                                  | bé integrant del patrimoni cultural català | Pont penjant de Fígols          | Modifica les dades a Wikidata |
|        | ponts del camí de Traginers     | Fígols i Alinyà | pont         | Estil: arquitectura popular                                              | 42° 15′ 36″ N, 1° 21′ 18″ E / 42.25995°N,1.355018°E                                   | bé integrant del patrimoni cultural català |                                 | Modifica les dades a Wikidata |

## riu
| imatge | Nom           | Ubicat a                      | instància de                 | Detalls                                      | coordenades                                                                                       | Protecció | Commons (més fotos) | Dades a WD                    |
| ------ | ------------- | ----------------------------- | ---------------------------- | -------------------------------------------- | ------------------------------------------------------------------------------------------------- | --------- | ------------------- | ----------------------------- |
|        | Segre         | Catalunya Pirineus Orientals  | riu curs d'aigua riu aurífer | Desemboca: Ebre Llarg: 265km Conca: 22400km² | 42° 24′ 09″ N, 2° 06′ 30″ E / 42.4025°N,2.1084°E 41° 21′ 48″ N, 0° 18′ 16″ E / 41.3633°N,0.3044°E |           | Segre River         | Modifica les dades a Wikidata |
|        | riu de Perles | Fígols i Alinyà Coll de Nargó | riu curs d'aigua             | Desemboca: pantà d'Oliana Segre              | 42° 10′ 41″ N, 1° 23′ 43″ E / 42.1781°N,1.39526°E                                                 |           |                     | Modifica les dades a Wikidata |

## serra
| imatge | Nom                     | Ubicat a                                                   | instància de | Detalls      | coordenades                                                                            | Protecció | Commons (més fotos)     | Dades a WD                    |
| ------ | ----------------------- | ---------------------------------------------------------- | ------------ | ------------ | -------------------------------------------------------------------------------------- | --------- | ----------------------- | ----------------------------- |
|        | Muntanya d'Alinyà       | Fígols i Alinyà Odèn                                       | serra        |              | 42° 09′ 32″ N, 1° 26′ 03″ E / 42.1589°N,1.43411°E Port del Comte 1721 msnm             |           | Muntanya d'Alinyà       | Modifica les dades a Wikidata |
|        | Serra de Campelles      | Odèn Fígols i Alinyà                                       | serra        | Llarg: 4.3km | 42° 09′ 25″ N, 1° 28′ 24″ E / 42.15697222°N,1.47334444°E Port del Comte 1776 2200 msnm |           | Serra de Campelles      | Modifica les dades a Wikidata |
|        | Serra de Munyidor       | Fígols i Alinyà Odèn                                       | serra        |              | 42° 08′ 59″ N, 1° 22′ 01″ E / 42.149595°N,1.366872°E 1403 msnm                         |           |                         | Modifica les dades a Wikidata |
|        | Serra de Port del Comte | la Coma i la Pedra Odèn Fígols i Alinyà la Vansa i Fórnols | serra        | Llarg: 4km   | 42° 11′ 04″ N, 1° 31′ 13″ E / 42.184458°N,1.520207°E 2387 msnm                         |           | Serra de Port del Comte | Modifica les dades a Wikidata |
|        | la Serreta              | Fígols i Alinyà la Vansa i Fórnols                         | serra        |              | 42° 11′ 07″ N, 1° 30′ 04″ E / 42.18526194°N,1.50123306°E                               |           |                         | Modifica les dades a Wikidata |
|        | serra d'Ares            | Cabó Fígols i Alinyà                                       | serra        |              | 42° 15′ 16″ N, 1° 17′ 22″ E / 42.2545°N,1.28936°E                                      |           |                         | Modifica les dades a Wikidata |
|        | serra de Turp           | Coll de Nargó Fígols i Alinyà Oliana                       | serra        | Llarg: 6.5km | 42° 09′ 04″ N, 1° 20′ 50″ E / 42.15109167°N,1.34728056°E                               |           | Serra de Turp           | Modifica les dades a Wikidata |
|        | serrat Gros             | Fígols i Alinyà                                            | serra        |              | 42° 12′ 20″ N, 1° 24′ 04″ E / 42.2055°N,1.40118°E                                      |           |                         | Modifica les dades a Wikidata |

## Misc
| imatge | Nom                                  | Ubicat a                                                      | instància de                                  | Detalls                                 | coordenades                                                            | Protecció                                  | Commons (més fotos)            | Dades a WD                    |
| ------ | ------------------------------------ | ------------------------------------------------------------- | --------------------------------------------- | --------------------------------------- | ---------------------------------------------------------------------- | ------------------------------------------ | ------------------------------ | ----------------------------- |
|        | Cua de l'Embassament d'Oliana        | Coll de Nargó Fígols i Alinyà                                 | indret                                        | Superfície: 35.6ha                      | 42° 10′ 52″ N, 1° 19′ 40″ E / 42.1811°N,1.3278°E                       |                                            | Cua de l'embassament d'Oliana  | Modifica les dades a Wikidata |
|        | Espluga de Cels                      | Fígols i Alinyà                                               | cova                                          |                                         | 42° 11′ 42″ N, 1° 23′ 29″ E / 42.1949400260939°N,1.39138528401504°E    |                                            |                                | Modifica les dades a Wikidata |
|        | Galliner                             | Fígols i Alinyà                                               | vèrtex geodèsic                               | Alt: 1.2m                               | 42° 12′ 20″ N, 1° 25′ 17″ E / 42.205591°N,1.421292°E 1635.532 msnm     |                                            |                                | Modifica les dades a Wikidata |
|        | L’Estany de Pratmajor                | Alinyà                                                        | llac                                          | Llarg: 30m Ample: 15m Superfície: 415m² | 42° 08′ 50″ N, 1° 26′ 54″ E / 42.14719°N,1.448265°E 1769 msnm          |                                            | L’Estany de Pratmajor          | Modifica les dades a Wikidata |
|        | Serres d'Odèn-Port del Comte         | Fígols i Alinyà la Vansa i Fórnols Odèn Josa i Tuixén Guixers | àrea protegida Pla d'Espais d'Interès Natural | 1992 Superfície: 10986.27703ha          | 42° 10′ 44″ N, 1° 28′ 04″ E / 42.178755°N,1.46784°E                    |                                            | Serres d'Odèn - Port del Comte | Modifica les dades a Wikidata |
|        | Túnel de Tresponts                   | Organyà Fígols i Alinyà                                       | túnel de carretera                            | Llarg: 1300m                            | 42° 13′ 47″ N, 1° 20′ 26″ E / 42.22963602674326°N,1.3406055466323783°E |                                            |                                | Modifica les dades a Wikidata |
|        | camí de Sant Ermengol                | Fígols i Alinyà                                               | camí                                          |                                         | 42° 15′ 17″ N, 1° 20′ 51″ E / 42.25465°N,1.34742°E 600 msnm            | bé integrant del patrimoni cultural català | Camí de Sant Ermengol          | Modifica les dades a Wikidata |
|        | capella de Sant Andreu               | Fígols i Alinyà                                               | capella                                       | Estil: arquitectura popular             | 42° 15′ 20″ N, 1° 20′ 22″ E / 42.25553°N,1.33938°E                     | bé integrant del patrimoni cultural català |                                | Modifica les dades a Wikidata |
|        | casa consistorial de Fígols i Alinyà | Fígols i Alinyà                                               | casa consistorial                             |                                         | 42° 12′ 09″ N, 1° 20′ 20″ E / 42.2024275°N,1.3387594°E                 |                                            |                                | Modifica les dades a Wikidata |
|        | els Túnels                           | Fígols i Alinyà                                               | túnel                                         |                                         | 42° 10′ 41″ N, 1° 23′ 52″ E / 42.1779981943853°N,1.39771146320652°E    |                                            |                                | Modifica les dades a Wikidata |